# Xylocopa nigrocincta
Xylocopa nigrocincta är en biart som beskrevs av Smith 1854. Xylocopa nigrocincta ingår i släktet snickarbin, och familjen långtungebin. Inga underarter finns listade i Catalogue of Life.